# علاقات المغرب الخارجية
المملكة المغربية عضو في الأمم المتحدة وعضو مؤسس لكل من جامعة الدول العربية والاتحاد الإفريقي، و اتحاد المغرب الكبير، و منظمة المؤتمر الإسلامي، و حركة عدم الانحياز. الملك الحالي محمد السادس هو رئيس لجنة القدس بمنظمة المؤتمر الإسلامي.

## العوامل المؤثرة في العلاقات الخارجية

### دور التنظيم السياسي
يتم تحديد السياسات المرتبطة بالعلاقات الخارجية من قبل الملك محمد السادس وكذلك مستشاريه ، على الرغم من حقيقة أن المغرب لديه ملكية دستورية.  للمغرب تاريخ من الحكم الملكي. على سبيل المثال، الملك السابق الحسن الثاني، علق البرلمان في عام 1965 وحكم مباشرة لمدة عامين. كان هذا رده على اكتشاف مؤامرة على حياة الملك ، ولقد اتهم الحزب السياسي الاتحاد الوطني للقوات الشعبية بتدبيرها. أصبحت العلاقات الخارجية مع الدول الغربية متوترة نتيجة لذلك. و أصبح تصوير المغرب كدولة ديمقراطية مهما إذا رغب المغرب في الحصول على قروض واستثمارات من قوى أجنبية.

### دور الاستعمار
ترتبط علاقات المغرب الحالية مع بعض البلدان بتاريخه الاستعماري. تم تقسيم المغرب سرا من قبل إسبانيا وفرنسا وفي عام 1912 ثم تم تحويل الأراضي المغربية إلى محميات فرنسية وإسبانية. بعد حصوله على الاستقلال في عام 1956، لا يزال المغرب يتمتع بعلاقة قوية مع مستعمريه السابقين. تعد إسبانيا وفرنسا حاليا أكبر شريكين مصدرين ومستوردين للمغرب. لا تزال اللغة الفرنسية مستخدمة شعبيا ولا تزال اللغة الثانية في المغرب، بينما تنتشر الإسبانية أيضا ، لا سيما في المناطق الشمالية. فرنسا هي الآن موطن لأكثر من مليون مغربي يقيمون بشكل قانوني في البلاد. هذا هو أكبر عدد من السكان المغاربة في بلد أجنبي ، تليها إسبانيا. لا يزال هؤلاء المستعمرون السابقون مؤثرين في المسائل الاقتصادية ، مثل مشاريع التنمية والاستثمارات والتجارة والقروض.

### دور السوق الحرة
كما تم تعزيز العلاقات مع القوى الأجنبية، وخاصة مع الغرب، حيث حرر المغرب اقتصاده ونفذ إصلاحات اقتصادية كبرى. في عام 1993 كانت هناك خصخصة كبيرة وفتحت الأسواق للقوى الأجنبية. يركز المغرب الآن أكثر على تشجيع الاستثمارات الأجنبية المباشرة. في عام 2007، اعتمد المغرب صندوق الحسن الثاني للتنمية، وهي تدابير تبسط الإجراءات لجعل العملية أسهل وأكثر فائدة من الناحية المالية للمستثمرين الأجانب. وقد تم ذلك مع الحوافز المالية ، فضلا عن الإعفاءات الضريبية. هذه السياسات تجعل من المفيد للبلدان الأخرى أن تكون لها علاقات مع المغرب حتى تتمكن من الاستفادة من بضائعها. صادرات المغرب أساسها الزراعة، وهي واحدة من أكبر مصدري الفوسفات في العالم. بالإضافة إلى ذلك ، يتمتع المغرب بمياه صيد غنية وصناعة سياحية وقطاع تصنيع صغير.

### دور دعم السياسة الخارجية
يحصل المغرب على دعم مالي من البلدان التي يساعدها. على سبيل المثال، للمغرب تاريخ طويل في دعم الولايات المتحدة، ونتيجة لذلك، تلقى دعما ماليا. شاركت القوات المغربية في البوسنة وكذلك في الصومال خلال عملية حرب الخليج الثانية. كما كان المغرب من أوائل الدول العربية والإسلامية التي أدانت هجمات 11 سبتمبر وأعلنت تضامنها مع الشعب الأمريكي في الحرب على الإرهاب  وقد ساهمت في جهود الأمم المتحدة لحفظ السلام في القارة. في عام 1998، قال وزير الدفاع الأمريكي وليام كوهين، إن المغرب والولايات المتحدة لديهما "مخاوف متبادلة بشأن الإرهاب العابر للحدود" وكذلك مصالح في "الجهود المبذولة للسيطرة على انتشار أسلحة الدمار الشامل". اعترافًا بدعم المغرب للحرب على الإرهاب، في يونيو 2004، عين الرئيس الأمريكي جورج دبليو بوش المغرب حليفًا رئيسيًا من خارج الناتو. حالة أخرى من المصالح المتبادلة في السياسة الخارجية هي مع المملكة العربية السعودية. تعززت العلاقات بين هذه الدول عندما أرسل المغرب قوات لمساعدة المملكة العربية السعودية خلال حرب الخليج عام 1992. واعتبر ذلك "بادرة لدعم الحلفاء الغربيين والعرب". و إن علاقة المغرب بدول الشرق الأوسط ومساهمته في القضية الفلسطينية خلقت علاقات أقوى بين هذه البلدان.

### دور الهجرة
عامل آخر يحدد العلاقات هو مقدار الهجرة التي تتلقاها البلاد من المغرب. بدأت بداية الهجرة الرئيسية إلى أوروبا خلال الحقبة الاستعمارية (1912 إلى 1956). خلال الحربين العالميتين الأولى والثانية ، كانت فرنسا بحاجة ماسة إلى القوى العاملة ، مما أدى إلى تجنيد عشرات الآلاف من الرجال المغاربة للعمل في المصانع والمناجم وفي الجيش.  و زيادة أخرى في الهجرة من المغرب إلى فرنسا كانت خلال حرب الاستقلال الجزائرية. توقفت فرنسا عن توظيف العمال من الجزائر وقبلت بدلا من ذلك المزيد من عمال المصانع والمناجم المغاربة. زادت الهجرة أكثر من عام 1962 إلى عام 1972 عندما حدث نمو اقتصادي في أوروبا ، مما أدى إلى زيادة الطلب على العمالة منخفضة المهارة. في ذلك الوقت، وقع المغرب اتفاقيات توظيف عمالة كبرى مع دول أوروبية، مثل فرنسا وألمانيا الغربية وبلجيكا وهولندا. أدى ذلك إلى انتشار أكثر تنوعا للهجرة ، والتي كانت تركز حتى هذا الوقت في المقام الأول على دولة فرنسا.
تلعب الهوية المتصورة للمغرب دورا في علاقاته مع البلدان الأخرى. العديد من البلدان لديها علاقات قوية مع المغرب بسبب تاريخه كحليف للغرب. على سبيل المثال، لدى المغرب أطول معاهدات صداقة مع الولايات المتحدة. وهذا أمر مهم لمصالح الولايات المتحدة لأن المغرب دولة مستقرة وديمقراطية وليبرالية في منطقة الشرق الأوسط وشمال أفريقيا ودولة مسلمة. الفوائد الجيوسياسية واضحة لأن العلاقات مع المغرب تعني أن الحليف قد تم تأسيسه في إفريقيا في منطقة المغرب العربي. كما عززت هوية المغرب كدولة مسلمة العلاقات مع دول الخليج العربي نتيجة لهجمات 11/9 و"الحرب على الإرهاب". وقد أدى ذلك إلى اختيار الدول العربية، بما في ذلك أعضاء مجلس التعاون الخليجي (المملكة العربية السعودية والبحرين وعمان وقطر والإمارات العربية المتحدة)، ان تزيد الاستثماراتها في المغرب.  تستثمر العديد من البلدان في منطقة المغرب العربي أيضا في المغرب بسبب أوجه التشابه المتصورة في الهوية.

## العالم العربي
يدعم المغرب البحث عن السلام العادل في الشرق الأوسط، ويشجع المفاوضات الفلسطينية-الإسرائيلية، داعيا للاعتدال من الجانبين. في عام 1986، اتخذ الملك الحسن الثاني خطوة جريئة بدعوة رئيس الوزراء الإسرائيلي آنذاك شمعون بيريز وحده، لزيارة المغرب لإجراء محادثات، ليصبح ثاني زعيم عربي استضاف زعيم إسرائيلي تفاوضيا. وعقب التوقيع على إعلان المبادئ الفلسطيني -الإسرائيلي في سبتمبر 1993 سارع المغرب بفتح قنوات اتصال مع إسرائيل على مستوى مكاتب الاتصال الثنائية (سبتمبر 1994)، حتى يتسنّى للجالية المغربية اليهودية بإسرائيل التواصل مع وطنهم الأم. أغلقت هذه المكاتب في عام 2000 في أعقاب استمرار أعمال العنف الإسرائيلية على الفلسطينيين.
يقيم المغرب علاقات وثيقة مع السعودية ودول الخليج العربي، التي قدمت للمغرب مساعدات مالية كبيرة. ويعد المغرب أول دولة عربية أدانت غزو العراق للكويت وأرسلت قوات للمساعدة في الدفاع عن المملكة العربية السعودية. كما كانت المغرب من أوائل الدول العربية والإسلامية استنكارا لأحداث 11 سبتمبر 2001 الإرهابية على الولايات المتحدة وأعلنت تضامنها مع الشعب الأمريكي في الحرب ضد الإرهاب. لقد أسهمت المغرب كذلك عبر الأمم المتحدة لحفظ السلام في القارة الإفريقية. في يونيو 2004 أعلن الرئيس الاميركي جورج دبليو بوش، المغرب كشريك رئيسي حليف خارج الحلف الأطلسي تقديرا لدعم المملكة في الحرب على الإرهاب.
القضية الكبرى في العلاقات الخارجية المغربية مع الجزائر هي استرجاع المملكة للصحراء الغربية. لا تزال العلاقات بين المغرب والجزائر متوترة على مدى عدة عقود، نتيجة الدعم الجزائري المتواصل في هيكلة جبهة البوليساريو قصد انفصال الصحراء الغربية عن المملكة. وتعد هذه الخطوة من جانب الجزائر التي صرحت أكثر من مرة أن لا مطامع توسعية لها في الصحراء المتنازع عليها بين المغرب وجبهة البوليساريو، خصوصا وأنها تسير عكس ما تطمح إليه الشعوب العربية عموما من وحدة حيث أن هذا العمل انعكس سلبا على طموحات شعوب المغرب العربي في الاندماج والتكامل.

## أفريقيا
المغرب فعال دائما على المستوى المغاربي، العربي وفي الشؤون الأفريقية. رغم أنه انسحب من منظمة الوحدة الأفريقية (الاتحاد الإفريقي)، وانضم إليها لاحقا لا يزال المغرب يشارك في تنمية الاقتصاد الإقليمي، كما أنه يحتوي على أكبر ميناء في حوض المتوسط وهو ميناء طنجة المتوسط. تُشكِّل مدينة الدار البيضاء المركز الاقتصادي للبلاد، فبورصة الدار البيضاء تعتبر الثانية في أفريقيا بعد بورصة جنوب أفريقيا. هناك قدر كبير من العلاقات القوية للمملكة المغربية مع بلدان غرب أفريقيا.
ويحتل المغرب المرتبة الأولى في الإستثمار بغرب أفريقيا والمرتبة الثانية في أفريقيا، حيث يبلغ عدد المقاولات المغربية بأفريقيا أكثر من 1000 مقاولة مغربية استثمرت 2.2 مليار دولار ما بين 2008 و 2015. أهم المشاريع إنتاج الأسمدة بالغابون ورواندا وأثيوبيا ونيجيريا من طرف المكتب الشريف للفوسفاط، وقطاع الصيدلة بساحل العاج ورواندا، وتركيب الشاحنات بالسنغال، والصناعات الغذائية بغينيا وبنين والكاميرون وأثيوبيا وساحل العاجل وموريتانيا وتنزانيا. كما أن البنوك المغربية متواجدة في 26 بلد أفريقي، فيما تقدم إتصالات المغرب خدماتها لأكثر من 55 مليون زبون في أفريقيا، ويرتبط المغرب جواً عبر الخطوط الملكية المغربية مع أكثر من 30 دولة أفريقية.
في يونيو 2020، وبتعليمات من الملك محمد السادس، قام المغرب بإرسال مساعدات طبية إلى عدة دول أفريقية لمساعدتها على محاربة جائحة كوفيد 19. وتتكون هذه المساعدات من حوالي ثمانية ملايين كمامة، و 900 ألف من الأقنعة الواقية، و 600 ألف غطاء للرأس، و 60 ألف سترة طبية، و 30 ألف لتر من المطهرات الكحولية، وكذا 75 ألف علبة من الكلوروكين، و 15 ألف علبة من الأزيتروميسين. واستفاد من هذه المساعدات 15 بلدا أفريقيّا ينتمون إلى جميع جهات القارة، وهي بوركينا فاسو، الكاميرون، جزر القمر، الكونغو، إيسواتيني، غينيا، غينيا بيساو ، ملاوي، موريتانيا، النيجر، جمهورية الكونغو الديمقراطية، السنغال، تنزانيا، تشاد وزامبيا. كما أن جميع المنتوجات والمعدات الواقية التي تتكون منها المساعدات الطبية المرسلة نحو هذه الدول الأفريقية الشقيقة، تم تصنيعها في المغرب من طرف مقاولات مغربية، وتتطابق مع معايير منظمة الصحة العالمية.
توجت أشغال الاجتماع الوزاري للتنسيق بشأن المبادرة الدولية لصاحب الجلالة الملك محمد السادس لتسهيل ولوج دول الساحل إلى المحيط الأطلسي، الذي انعقد يوم السبت 23 دجنبر 2023 بمراكش باعتماد بيان ختامي. ويشمل أهم ما جاء فيه ما يلي:
أعرب وزراء خارجية بوركينا فاسو، ومالي، والنيجر، وتشاد بمراكش، عن انخراط بلدانهم في المبادرة الدولية، التي أطلقها صاحب الجلالة الملك محمد السادس لتعزيز ولوج دول الساحل إلى المحيط الأطلسي، والتي تتيح فرصا كبيرة للتحول الاقتصادي للمنطقة برمتها.
وأعرب وزراء خارجية هذه البلدان، في بيان ختامي توج أشغال الاجتماع الوزاري التنسيقي الذي انعقد بمبادرة من وزير الشؤون الخارجية والتعاون الإفريقي والمغاربة المقيمين بالخارج، السيد ناصر بوريطة، عن انخراطهم في هذه المبادرة ذات البعد الإقليمي والدولي.
وشددوا على الأهمية الاستراتيجية لهذه المبادرة، التي تندرج في إطار تدابير التضامن الفاعل لصاحب الجلالة الملك محمد السادس مع البلدان الإفريقية الشقيقة عموما، ومنطقة الساحل على وجه الخصوص، والتي تتيح فرصا كبيرة للتحول الاقتصادي للمنطقة برمتها، بما ستسهم فيه من تسريع للتواصل الإقليمي وللتدفقات التجارية ومن ازدهار مشترك في منطقة الساحل.
ورحبوا، في هذا الإطار، بالمقاربة الشاملة والتشاركية من أجل بلورة هذه المبادرة، مؤكدين على طموحهم المشترك لتعزيز علاقات التعاون من خلال شراكات متعددة القطاعات وهيكلية ومبتكرة، تعكس قيم التعاون جنوب - جنوب والتنمية المشتركة.
واتفق وزراء خارجية بوركينا فاسو ومالي والنيجر وتشاد، المشاركون في هذا الاجتماع التنسيقي، على إنشاء فريق عمل وطني في كل بلد من أجل إعداد واقتراح أنماط تنفيذ هذه المبادرة .
كما اتفق الوزراء على العمل، في أقرب الآجال، على وضع اللمسات الأخيرة على المقترحات التي ست عرض على النظر السامي لصاحب الجلالة الملك محمد السادس، وأشقائه رؤساء دول بوركينا فاسو ومالي والنيجر وتشاد.
كما شدد جلالة الملك على أن "نجاح هذه المبادرة، يبقى رهينا بتأهيل البنيات التحتية لدول الساحل، والعمل على ربطها بشبكات النقل والتواصل بمحيطها الإقليمي".

## الاتحاد الأوروبي والولايات المتحدة

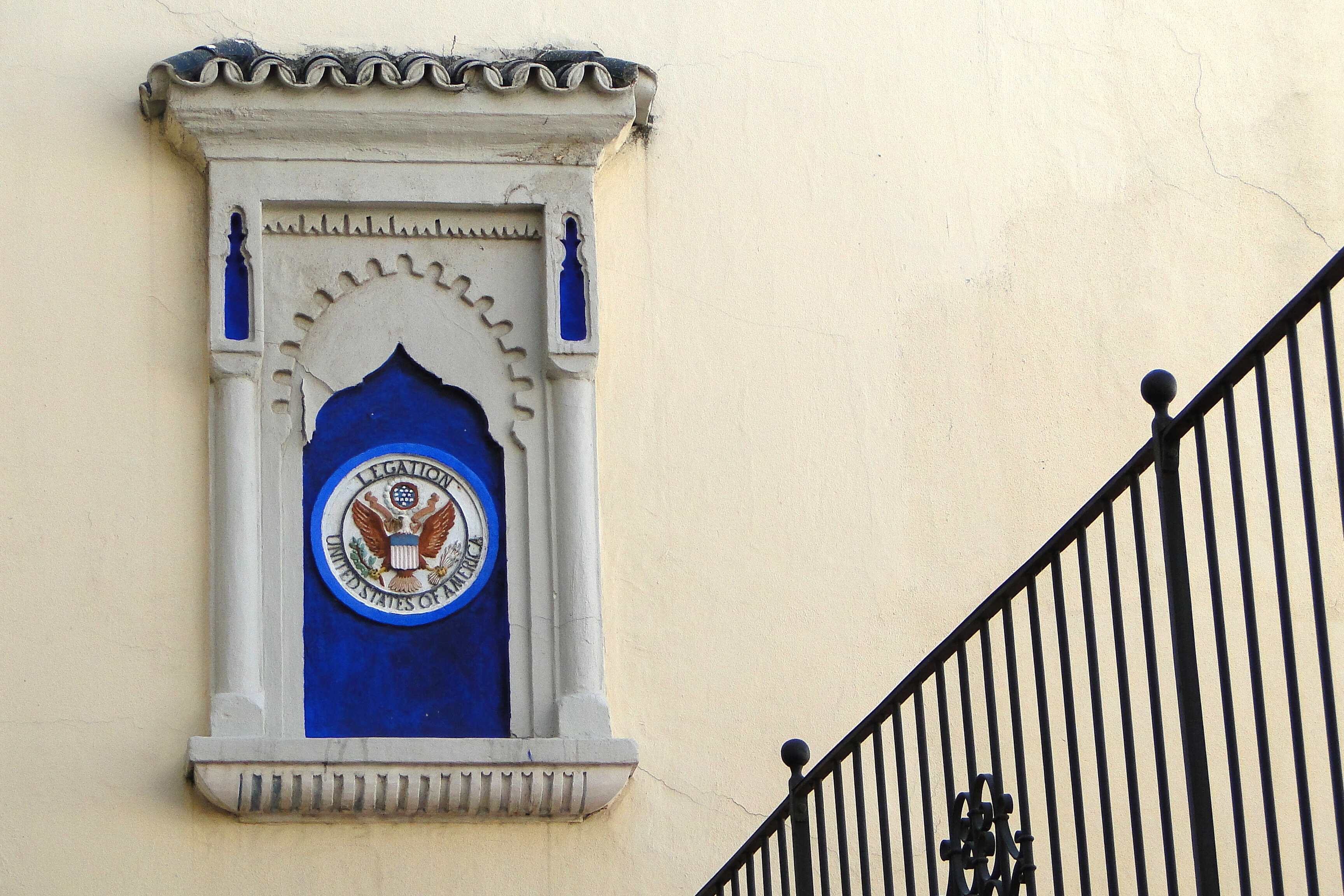
المفوضية الأمريكية بمدينة طنجة.

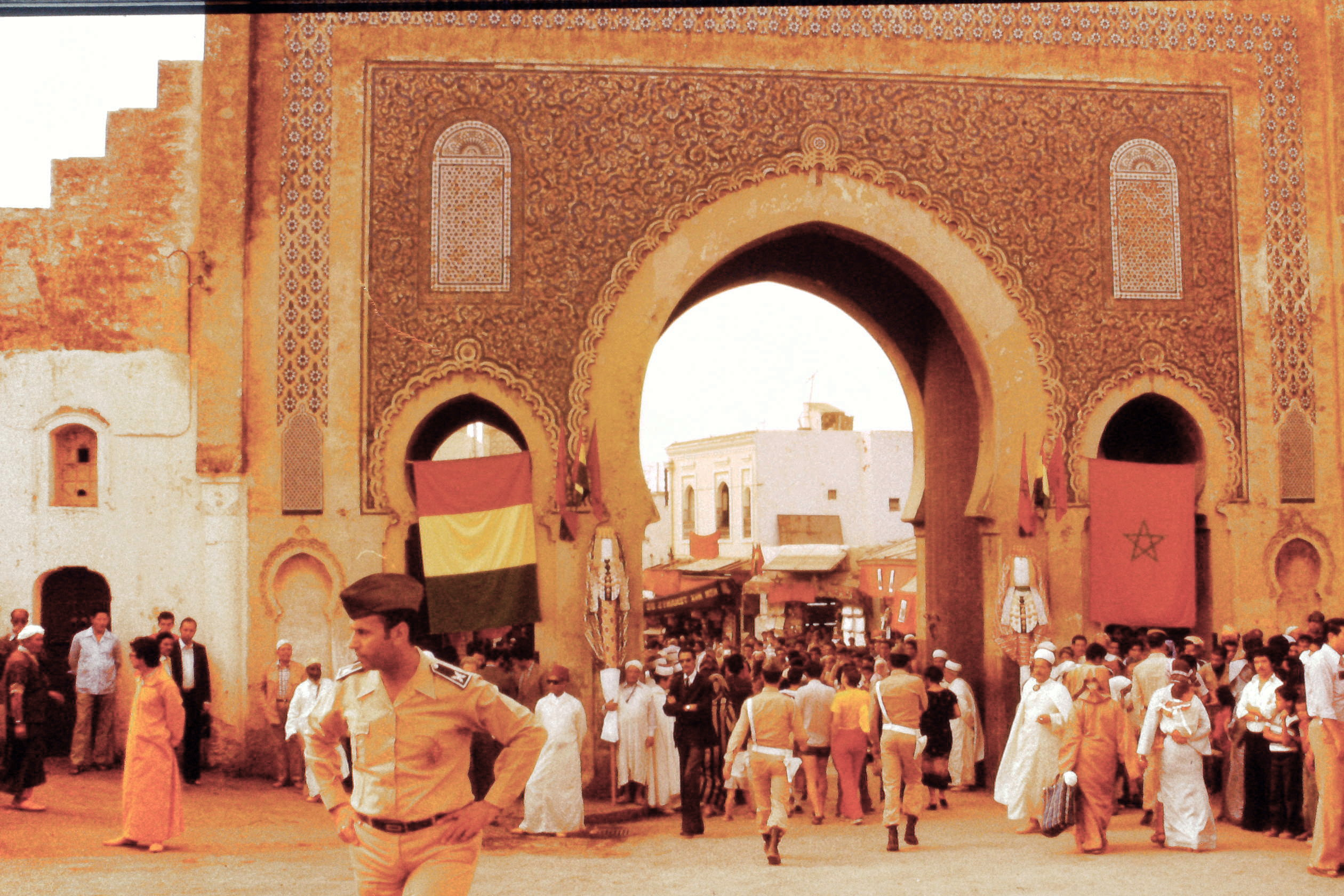
علم بلجيكا وعلم المغرب

للمملكة المغربية أيضا روابط وثيقة وطويلة الأمد مع الولايات المتحدة، إذ تعتبر المملكة المغربية أول دولة بالعالم اعترفت باستقلال الولايات المتحدة عن القوتين الإمبرياليتين فرنسا والمملكة المتحدة. تتضمن مدينة طنجة المفوضية الأمريكية، وهي أول الممتلكات الأجنبية التي اشتريت من قبل حكومة الولايات المتحدة. جرى التفاوض على معاهدة الصداقة المغربية-الأمريكية في 1786-1787 وكانت أول معاهدة بين الولايات المتحدة مع أي بلد إفريقي، عربي، إسلامي أو أجنبي بصفة عامة.
كان المغرب دائما، وبسبب موقعه الإستراتيجي المهم، محط أنظار الأوروبيين، منذ بداية النزاع مع البرتغال وإسبانيا في القرن السادس عشر، وحتى الوقت الحالي. فقد سعى الكثير من الملوك الأوروبيين في تلك السنوات إلى التقرب من السلطان المنصور ومنهم ملكة بريطانيا التي حاولت إقناع السلطان بعقد حلف ضد الإسبان. في البداية لم يتجاوب الملك مع مشروع الملكة، ولكن عندما قرر الملك الإسباني فيليب الثاني من جديد السيطرة على الشاطئ الأطلسي للمغرب خطط الملك المغربي لعقد معاهدة مع الملكة تمكنه من الاستيلاء على الممتلكات الإسبانية في أمريكا الجنوبية. لكن وفاة الملكة ومن بعدها المنصور حالت دون تحقيق هذا المشروع. توطدت العلاقات الديبلوماسية بين المغرب وعدة دول أوروبية في وقت لاحق هدفت إلى تحرير الأسرى وعقد اتفاقات تجارية ومعاهدات أمنية بعيدا من أعمال القرصنة البحرية وأسر المسافرين. وفي العصور الحالية وبالتحديد عندما سيطرت فرنسا على المغرب، انخرط وجُنّد عدد من المغاربة في الجيش الفرنسي، وبعد زوال الاستعمار خلال النصف الثاني من القرن العشرين، هاجر الكثير من أبناء البلد إلى عدة دول أوروبية منها فرنسا وهولندا وإسبانيا وإيطاليا وبلجيكا بسبب ظاهرة البطالة، وقد اندمج الكثير من أبناء الجيلين الثاني والثالث في المجتمعات الغربية التي يعيشون فيها. وقد قام المغرب بالعمل على تأسيس شراكة مع الاتحاد الأوروبي مرت بمراحل متعددة تهدف إلى إرساء علاقات متوازنة قائمة على مبادئ التبادل والشراكة والتنمية المشتركة في إطار مبادئ الديمقراطية وحقوق الإنسان.

## العلاقات الدبلوماسية
قائمة الدول التي يقيم المغرب علاقات دبلوماسية معها:
| #   | بلد                               | التاريخ        |
| --- | --------------------------------- | -------------- |
| 1   | النمسا                            | 28 فبراير 1783 |
| 2   | سويسرا                            | 3 ديسمبر 1921  |
| 3   | فرنسا                             | 2 مارس 1956    |
| 4   | تركيا                             | 17 أبريل 1956  |
| 5   | البرتغال                          | 16 مايو 1956   |
| 6   | سوريا                             | 2 يونيو 1956   |
| 7   | الولايات المتحدة                  | 11 يونيو 1956  |
| 8   | اليابان                           | 19 يونيو 1956  |
| 9   | إسبانيا                           | 26 يونيو 1956  |
| 10  | المملكة المتحدة                   | 28 يونيو 1956  |
| 11  | بلجيكا                            | 30 يوليو 1956  |
| 12  | إيطاليا                           | 1 أكتوبر 1956  |
| 13  | الأردن                            | 1956           |
| 14  | لبنان                             | 1956           |
| 15  | هولندا                            | 1956           |
| 16  | السعودية                          | 1956           |
| 17  | تونس                              | 1956           |
| 18  | الهند                             | 14 يناير 1957  |
| 19  | صربيا                             | 2 مارس 1957    |
| 20  | ألمانيا                           | 26 مارس 1957   |
| 21  | مصر                               | 4 مايو 1957    |
| 22  | باكستان                           | 19 أغسطس 1957  |
| 23  | الدنمارك                          | 29 نوفمبر 1957 |
| 24  | لوكسمبورغ                         | 11 أبريل 1958  |
| 25  | روسيا                             | 29 أغسطس 1958  |
| 26  | النرويج                           | 30 أغسطس 1958  |
| 27  | ليبيا                             | 17 سبتمبر 1958 |
| 28  | الصين                             | 1 نوفمبر 1958  |
| 29  | السويد                            | 1958           |
| 30  | السودان                           | 21 مارس 1959   |
| 31  | بولندا                            | 7 يوليو 1959   |
| 32  | التشيك                            | 8 يوليو 1959   |
| 33  | فنلندا                            | 17 يوليو 1959  |
| 34  | المجر                             | 23 أكتوبر 1959 |
| 35  | البرازيل                          | 27 نوفمبر 1959 |
| 36  | غينيا                             | 1959           |
| 37  | ليبيريا                           | 5 أبريل 1960   |
| 38  | إندونيسيا                         | 19 أبريل 1960  |
| 39  | السنغال                           | 15 نوفمبر 1960 |
| 40  | جمهورية الدومينيكان               | 15 ديسمبر 1960 |
| 41  | غانا                              | 1960           |
| 42  | اليونان                           | 1960           |
| 43  | نيجيريا                           | 1960           |
| 44  | مالي                              | 10 يناير 1961  |
| 45  | فيتنام                            | 27 مارس 1961   |
| 46  | الأرجنتين                         | 31 مايو 1961   |
| 47  | بلغاريا                           | 1 سبتمبر 1961  |
| 48  | تشيلي                             | 6 أكتوبر 1961  |
| 49  | ألبانيا                           | 11 فبراير 1962 |
| 50  | كوبا                              | 16 أبريل 1962  |
| 51  | كندا                              | 17 مايو 1962   |
| 52  | كوريا الجنوبية                    | 6 يوليو 1962   |
| 53  | ساحل العاج                        | 26 أغسطس 1962  |
| —   | الجزائر (suspended)               | 1 أكتوبر 1962  |
| 54  | المكسيك                           | 31 أكتوبر 1962 |
| 55  | أوروغواي                          | 20 ديسمبر 1962 |
| 56  | إثيوبيا                           | 5 أغسطس 1963   |
| 57  | النيجر                            | 1 أكتوبر 1963  |
| 58  | الكويت                            | 26 أكتوبر 1963 |
| 59  | سيراليون                          | 14 نوفمبر 1963 |
| 60  | ماليزيا                           | 1963           |
| 61  | باراغواي                          | 23 مايو 1964   |
| 62  | بيرو                              | 18 يونيو 1964  |
| 63  | بوليفيا                           | 26 يونيو 1964  |
| 64  | فنزويلا                           | 18 مايو 1965   |
| 65  | الكاميرون                         | 13 أغسطس 1965  |
| 66  | تنزانيا                           | 8 أكتوبر 1965  |
| 67  | بوركينا فاسو                      | 21 أكتوبر 1965 |
| 68  | كينيا                             | 1965           |
| 69  | أوغندا                            | 1965           |
| 70  | الإكوادور                         | 22 أبريل 1966  |
| 71  | غامبيا                            | 29 يونيو 1966  |
| 72  | بنين                              | 5 نوفمبر 1966  |
| 73  | رومانيا                           | 20 فبراير 1968 |
| 74  | جمهورية الكونغو الديمقراطية       | 27 سبتمبر 1968 |
| 75  | أفغانستان                         | 5 مارس 1969    |
| 76  | موريتانيا                         | 6 يونيو 1970   |
| 77  | منغوليا                           | 14 يوليو 1970  |
| 78  | غواتيمالا                         | 16 مارس 1971   |
| 79  | الغابون                           | 12 يوليو 1972  |
| 80  | قطر                               | 4 سبتمبر 1972  |
| 81  | الإمارات العربية المتحدة          | 1972           |
| 82  | زامبيا                            | 1972           |
| 83  | البحرين                           | 5 مارس 1973    |
| 84  | سلطنة عمان                        | 10 مارس 1973   |
| 85  | بنغلاديش                          | 13 يوليو 1973  |
| 86  | مالطا                             | 18 ديسمبر 1974 |
| 87  | نيبال                             | 18 فبراير 1975 |
| 88  | أيرلندا                           | 19 مارس 1975   |
| 89  | الفلبين                           | 10 أبريل 1975  |
| —   | Holy See                          | 15 يناير 1976  |
| 90  | موريشيوس                          | 8 يونيو 1976   |
| 91  | أستراليا                          | 13 يوليو 1976  |
| 92  | جمهورية إفريقيا الوسطى            | 1976           |
| 93  | جيبوتي                            | 14 مارس 1978   |
| 94  | ميانمار                           | 13 يوليو 1978  |
| 95  | باهاماس                           | 20 ديسمبر 1978 |
| 96  | جزر القمر                         | 1978           |
| 97  | غينيا الاستوائية                  | 1978           |
| 98  | ساو تومي وبرينسيب                 | 1978           |
| 99  | كولومبيا                          | 1 يناير 1979   |
| 100 | الصومال                           | 24 يناير 1979  |
| 101 | بنما                              | 27 يوليو 1979  |
| 102 | جمهورية الكونغو                   | 1979           |
| 103 | قبرص                              | 1979           |
| 104 | هندوراس                           | 1 مارس 1985    |
| 105 | أنغولا                            | 24 يونيو 1985  |
| 106 | هايتي                             | 20 أغسطس 1985  |
| 107 | آيسلندا                           | 24 سبتمبر 1985 |
| 108 | تايلاند                           | 4 أكتوبر 1985  |
| 109 | الرأس الأخضر                      | 1985           |
| 110 | غينيا بيساو                       | 27 فبراير 1986 |
| 111 | كوستاريكا                         | 25 سبتمبر 1986 |
| —   | Sovereign Military Order of Malta | 1986           |
| 112 | جزر المالديف                      | 4 فبراير 1988  |
| 113 | سانت لوسيا                        | 9 مارس 1988    |
| 114 | بروناي                            | 28 مايو 1988   |
| 115 | سانت فينسنت والغرينادين           | 10 أغسطس 1988  |
| 116 | ترينيداد وتوباغو                  | 4 نوفمبر 1998  |
| 117 | سيشل                              | 17 ديسمبر 1988 |
| —   | State of Palestine                | 31 يناير 1989  |
| 118 | كوريا الشمالية                    | 13 فبراير 1989 |
| 119 | ناميبيا                           | 23 مارس 1990   |
| 120 | سريلانكا                          | 27 نوفمبر 1990 |
| 121 | ليسوتو                            | 1990           |
| 122 | بوروندي                           | 13 سبتمبر 1991 |
| 123 | ليتوانيا                          | 7 مايو 1992    |
| 124 | بيلاروسيا                         | 8 مايو 1992    |
| 125 | كازاخستان                         | 26 مايو 1992   |
| 126 | سلوفينيا                          | 29 مايو 1992   |
| 127 | إستونيا                           | 22 يونيو 1992  |
| 128 | أوكرانيا                          | 22 يونيو 1992  |
| 129 | قرغيزستان                         | 25 يونيو 1992  |
| 130 | أرمينيا                           | 26 يونيو 1992  |
| 131 | كرواتيا                           | 26 يونيو 1992  |
| 132 | جورجيا                            | 30 يوليو 1992  |
| 133 | أذربيجان                          | 28 أغسطس 1992  |
| 134 | تركمانستان                        | 25 سبتمبر 1992 |
| 135 | لاتفيا                            | 5 أكتوبر 1992  |
| 136 | مولدوفا                           | 8 أكتوبر 1992  |
| 137 | سلوفاكيا                          | 1 يناير 1993   |
| 138 | البوسنة والهرسك                   | 24 فبراير 1993 |
| 139 | أوزبكستان                         | 11 أكتوبر 1993 |
| 140 | مدغشقر                            | 15 أبريل 1994  |
| 141 | جنوب إفريقيا                      | 10 مايو 1994   |
| 142 | إريتريا                           | 30 مايو 1994   |
| 143 | طاجيكستان                         | 15 ديسمبر 1994 |
| 144 | نيوزيلندا                         | 1994           |
| 145 | تونغا                             | 16 يناير 1995  |
| 146 | إسواتيني                          | يونيو 1996     |
| 147 | كمبوديا                           | 23 أكتوبر 1996 |
| 148 | أندورا                            | 3 ديسمبر 1996  |
| 149 | سنغافورة                          | 20 يناير 1997  |
| 150 | لاوس                              | 30 يناير 1997  |
| 151 | ترينيداد وتوباغو                  | 4 نوفمبر 1998  |
| 152 | نيكاراجوا                         | 21 يوليو 2000  |
| 153 | فانواتو                           | 14 ديسمبر 2000 |
| 154 | مالاوي                            | 31 يناير 2001  |
| 155 | كيريباتي                          | 21 مارس 2001   |
| 156 | بليز                              | 3 مايو 2001    |
| 157 | مقدونيا الشمالية                  | 18 سبتمبر 2002 |
| 158 | ليختنشتاين                        | 14 أغسطس 2003  |
| 159 | سورينام                           | 28 يوليو 2004  |
| 160 | سان مارينو                        | 14 أكتوبر 2004 |
| 161 | بوتسوانا                          | 27 يونيو 2005  |
| 162 | رواندا                            | 21 يونيو 2007  |
| 163 | أنتيغوا وباربودا                  | 3 يوليو 2007   |
| 164 | توغو                              | 10 يوليو 2007  |
| 165 | سانت كيتس ونيفيس                  | 2 أكتوبر 2007  |
| 166 | زيمبابوي                          | 27 ديسمبر 2007 |
| 167 | جامايكا                           | 29 يناير 2008  |
| 168 | موناكو                            | 12 فبراير 2008 |
| 169 | الجبل الأسود                      | 8 سبتمبر 2009  |
| 170 | بالاو                             | 8 مايو 2009    |
| 171 | فيجي                              | 15 يونيو 2010  |
| 172 | دومينيكا                          | 23 يونيو 2010  |
| 173 | ناورو                             | 9 سبتمبر 2010  |
| 174 | جزر مارشال                        | 13 سبتمبر 2010 |
| 175 | ميكرونيسيا                        | 13 أكتوبر 2010 |
| 176 | ساموا                             | 28 يناير 2011  |
| 177 | جزر سليمان                        | 4 فبراير 2011  |
| 178 | توفالو                            | 23 مايو 2011   |
| 179 | غرينادا                           | 27 مايو 2011   |
| 180 | بوتان                             | 21 نوفمبر 2011 |
| 181 | غويانا                            | 14 ديسمبر 2012 |
| 182 | باربادوس                          | 17 أبريل 2013  |
| 183 | جنوب السودان                      | 2 فبراير 2017  |
| 184 | السلفادور                         | 22 أغسطس 2017  |
| 185 | بابوا غينيا الجديدة               | 28 سبتمبر 2018 |
| 186 | إسرائيل                           | 22 ديسمبر 2020 |
| 187 | تشاد                              | مجهول          |
| —   | إيران (suspended)                 | مجهول          |
| 188 | العراق                            | مجهول          |
| 189 | موزمبيق                           | مجهول          |
| 190 | اليمن                             | مجهول          |

## العلاقات الثنائية

### أفريقيا
| بلد             | بدأت العلاقات الرسمية | ملاحظات |
| --------------- | --------------------- | --- |
| الجزائر         | 1 اكتوبر 1962         | انظر العلاقات الجزائرية المغربية أقام كلا البلدين علاقات دبلوماسية في 1 أكتوبر 1962. قطع العلاقات الدبلوماسية في 27 فبراير/شباط 1976، واستعادة العلاقات في 16 مايو/أيار 1988، وقطع العلاقات الدبلوماسية في 24 أغسطس/آب 2021. نتيجة لدعم الجزائر المستمر لجبهة البوليساريو في النزاع حول الصحراء الغربية، ظلت العلاقات بين المغرب والجزائر متوترة على مدى العقود القليلة الماضية. وقد أعاقت حالة العلاقات بين البلدين الجارين التعاون الثنائي وتركت مشروع اتحاد المغرب العربي غير نشط تقريبا. كان المغرب متحالفا مع الولايات المتحدة خلال الحرب الباردة ، بينما حافظت الجزائر على مسافة من الغرب ، مفضلة الاتحاد السوفيتي وبعد ذلك موقف عدم الانحياز. |
| مصر             |                       | انظر العلاقات المصرية المغربية المغرب ومصر كلاهما موقعان على اتفاقية أغادير لإنشاء منطقة تجارة حرة بين الدول العربية المتوسطية ، الموقعة في الرباط ، المغرب في 25 فبراير 2004. تهدف الاتفاقية إلى إنشاء منطقة تجارة حرة بين الأردن وتونس ومصر والمغرب واعتبرت خطوة أولى محتملة في إنشاء منطقة التجارة الحرة الأورومتوسطية على النحو المتوخى في عملية برشلونة. كما أنهم أعضاء مؤسسون في اتفاقية التجارة الحرة العربية الكبرى، وهي اتفاقية أبرمتها جامعة الدول العربية لتحقيق كتلة اقتصادية عربية كاملة يمكنها المنافسة دوليا. وفي عام 1999، جددت مصر دعمها للوحدة الترابية للمغرب. قال نائب وزير الخارجية المصري، جمال الدين بيومي، لصحيفة المنطف المغربية: "لطالما دعمت مصر جهود المغرب لاستكمال وحدته الترابية"، في إشارة إلى مطالبات المغرب بالإقليم. كما شدد بيومي على ضرورة قيام المغرب ومصر بتعزيز العلاقات التجارية بين الدول العربية. |
| موريتانيا       | 6 يونيو 1970          | انظر العلاقات الموريتانية المغربية أقام كلا البلدين علاقات دبلوماسية في 6 يونيو 1970 قبل انقلاب كانون الأول/ديسمبر 1984 الذي أوصل الطايع إلى السلطة، ذكرت وكالة التعاون الموريتانية المغربية أن العلاقات بين البلدين آخذة في التحسن على الرغم من التواطؤ المغربي المزعوم في محاولة انقلاب عام 1981 وتحول موريتانيا اللاحق نحو الجزائر. بدأ ممثلون من كلا الجانبين سلسلة من الاتصالات منخفضة المستوى أدت إلى استئناف العلاقات الدبلوماسية في أبريل 1985. بالنسبة لموريتانيا، وعد الانفراج مع المغرب بإنهاء تهديد التوغلات المغربية، كما أزال تهديد الدعم المغربي لجماعات المعارضة التي تشكلت خلال رئاسة هيداله. من خلال الاتفاق مع موريتانيا، سعى المغرب إلى تشديد سيطرته على الصحراء الغربية من خلال حرمان البوليساريو من وسيلة أخرى للتسلل إلى الأراضي المتنازع عليها. استمرت العلاقات بين المغرب وموريتانيا في التحسن خلال عام 1986، مما يعكس وجهة نظر الرئيس الطايع البراغماتية، وإن لم تكن معلنة، بأن انتصار المغرب على جبهة البوليساريو هو وحده الذي سينهي حرب العصابات في الصحراء الغربية. قام الطايع بزيارته الأولى إلى المغرب في أكتوبر 1985 (قبل زيارتيه للجزائر وتونس) في أعقاب الادعاءات المغربية بأن مقاتلي البوليساريو يعبرون الأراضي الموريتانية مرة أخرى. أدى الانتهاء من بناء ساتر سادس إلى الشمال مباشرة من خط السكك الحديدية الموريتاني الحيوي على طول الحدود مع الصحراء الغربية، بين نواذيبو ومناجم خام الحديد، إلى تعقيد العلاقات بين موريتانيا والمغرب. اضطر مقاتلو البوليساريو في منتصف عام 1987 إلى اجتياز الأراضي الموريتانية لدخول الصحراء الغربية، وهو الوضع الذي دعا المغرب إلى اتهام التواطؤ الموريتاني. وعلاوة على ذلك، فإن أي اشتباكات بالقرب من الساتر الترابي السادس ستهدد بالامتداد إلى موريتانيا وتعرض خط السكك الحديدية للخطر. |
| جنوب أفريقيا    | 10 مايو 1994          | أقام كلا البلدين علاقات دبلوماسية في 10 مايو 1994 المغرب لديه سفارة في بريتوريا. جنوب أفريقيا لديها سفارة في الرباط. |
| السودان         | 21 مارس 1959          | أقام البلدان علاقات دبلوماسية في 21 مارس 1959. والسودان من الدول التي تعترف بالسيادة المغربية على الصحراء الغربية. لدى كلا البلدين عدد من الاتفاقيات التجارية. لا توجد قيود على التأشيرة. |
| الصحراء الغربية |                       | المقالة الرئيسية : الوضع القانوني للصحراء الغربيةويستمر الصراع في هذه المنطقة في التأثير على علاقات المغرب مع إسبانيا والجزائر ودول مغاربية أخرى. ولا تزال مسألة السيادة على الصحراء الغربية دون حل. وهذه المنطقة - وهي منطقة من الأراضي القاحلة والصحراء المطلة على المحيط الأطلسي بين موريتانيا والمغرب - متنازع عليها بين المغرب وجبهة البوليساريو (حركة استقلال مقرها منطقة تندوف بالجزائر). إن مطالبة المغرب بالسيادة على الصحراء تعتمد إلى حد كبير على حجة تاريخية تتعلق بالولاء التقليدي لزعماء القبائل الصحراوية للسلطان المغربي باعتباره الزعيم الروحي والحاكم. وتدعي جبهة البوليساريو أنها تمثل تطلعات سكان الصحراء الغربية من أجل الاستقلال. ولا تطالب الجزائر بأي من هذه الأراضي لنفسها، لكنها تؤكد أنه ينبغي للصحراويين أن يحددوا الوضع المستقبلي للإقليم. من عام 1904 حتى عام 1975، احتلت إسبانيا كامل المنطقة، والتي تنقسم إلى جزء شمالي، الساقية الحمراء، وثلثين جنوبيين، يعرف باسم نهر الذهب. وفي عام 1973، تشكلت جبهة البوليساريو (الجبهة الشعبية لتحرير الساقية الحمراء ووادي الذهب) لمحاربة الاحتلال الإسباني للإقليم. وفي نوفمبر/تشرين الثاني 1975، حشد الملك الحسن الثاني 350 ألف مواطن مغربي غير مسلح فيما أصبح يعرف باسم "المسيرة الخضراء" إلى الصحراء الغربية. وكان الهدف من هذه المسيرة هو إظهار وتعزيز المطالبات المغربية بالمنطقة. وفي 14 نوفمبر من نفس العام، أعلنت إسبانيا والمغرب وموريتانيا عن اتفاق ثلاثي لإدارة مؤقتة وافقت بموجبه إسبانيا على تقاسم السلطة الإدارية مع المغرب وموريتانيا، مع ترك مسألة السيادة جانبا. ولكن مع تأسيس الوجود المغربي والموريتاني في جميع أنحاء الإقليم، توقف دور إسبانيا في إدارة الصحراء الغربية تمامًا. وبعد فترة من الأعمال العدائية، انسحبت موريتانيا من الإقليم في عام 1979 ووقعت معاهدة سلام مع البوليساريو متخلية عن جميع مطالباتها في الإقليم. وسيطرت القوات المغربية على المنطقة التي أخلتها موريتانيا وأعلنت لاحقا إعادة دمج المنطقة في المغرب. وقام المغرب بعد ذلك ببناء الجدار المغربي، وهو عبارة عن شبكة من السواتر المحصنة حول الجزء الأكبر من الصحراء الغربية، ومنذ ذلك الحين فرض سيطرته الإدارية على تلك المنطقة. ولا تزال جبهة البوليساريو تسيطر على الجزء الشرقي من الإقليم. وفي قمة منظمة الوحدة الأفريقية في يونيو/حزيران 1981، أعلن الملك الحسن الثاني استعداده لإجراء استفتاء في الصحراء الغربية. واقترحت الاجتماعات اللاحقة للجنة التنفيذ التابعة لمنظمة الوحدة الأفريقية وقف إطلاق النار، وقوة حفظ السلام التابعة للأمم المتحدة، وإدارة مؤقتة للمساعدة في إجراء استفتاء تحت إشراف منظمة الوحدة الأفريقية والأمم المتحدة بشأن مسألة الاستقلال أو الضم. في عام 1984، شكلت منظمة الوحدة الأفريقية وفداً من الجمهورية العربية الصحراوية الديمقراطية، حكومة الظل التابعة لجبهة البوليساريو؛ ونتيجة لذلك، انسحب المغرب من منظمة الوحدة الأفريقية. وفي عام 1988، اتفق منظمة الوحدة الإفريقية على خطة سلام للأمم المتحدة. دخلت خطة وقف إطلاق النار والاستيطان التي توسطت فيها الأمم المتحدة حيز التنفيذ في 6 سبتمبر 1991. تنفيذ خطة التسوية التي تدعو إلى إجراء استفتاء شعبي بين السكان الصحراويين الأصليين في الإقليم لتحديد وضعه النهائي (الاندماج في المغرب أو الاستقلال) تم تأجيلها مراراً وتكراراً بسبب الخلافات بين الطرفين. في عام 2003، أطلقت الأمم المتحدة خطة بيكر، التي سمحت للمستوطنين المغاربة بالتصويت وإقامة حكم ذاتي صحراوي لمدة خمس سنوات تحت السيادة المغربية قبل الاستفتاء. وقد حازت هذه الخطة على موافقة مجلس الأمن بالإجماع من خلال قرار مجلس الأمن رقم 1495، وقبلتها البوليساريو بشكل غير متوقع. لكن المغرب رفض الخطة، مشيرًا إلى أنه لم يعد مستعدًا لقبول استفتاء يتضمن إمكانية الاستقلال، لكنه مستعد لمناقشة حل قائم على الحكم الذاتي. أدى هذا إلى وصول العملية إلى طريق مسدود، وأصبح مستقبل مشاركة الأمم المتحدة غير مؤكد. وزادت المظاهرات وأعمال الشغب الصحراوية التي اندلعت في الأجزاء التي يسيطر عليها المغرب من الصحراء الغربية من توتر العلاقات بين الطرفين. لقد دعمت الولايات المتحدة باستمرار وقف إطلاق النار وجهود الأمم المتحدة لإيجاد تسوية سلمية. وباعتبارها داعمة عمومًا للسيطرة الإدارية للحكومة المغربية على الصحراء الغربية، فإن الولايات المتحدة تدعم اقتراح المغرب بالحكم الذاتي وتعترف بسيادة المغرب على الصحراء الغربية.وفي مجلس الأمن التابع للأمم المتحدة، أثبتت فرنسا أنها أقوى داعم لوجهة النظر المغربية، ولم تصدر الصين والمملكة المتحدة بيانًا واضحًا، بل دعمتا فقط التوصل إلى حل مقبول للطرفين تحت قيادة مجلس الأمن. |

## الانتماءات للمنظومة الدولية
المصرف العربي للتنمية الاقتصادية في إفريقيا، ACCT (عضو مشارك)، AfDB، AFESD، AL، AMF، AMU، البنك الأوروبي لإعادة البناء والتنمية، ECA، FAO، G-77، IAEA، IBRD، ICAO، ICCt، الاتحاد الدولي لنقابات العمال الحرة، ICRM، IDA، البنك الإسلامي للتنمية، IFAD، مؤسسة التمويل الدولية، جمعية الصليب والهلال الأحمر، IHO ، ILO، IMF، IMO، إنتل سات، الإنتربول، IOC، IOM، ISO، ITU، NAM، OAS (مراقب)، OIC، OPCW، OSCE (شريك)، UN، UNCTAD، اليونسكو، UNHCR، UNIDO، UPU، WCO، WHO، WIPO، WMO، WToO، WTrO